# Dante Boko
Dante Boko, född 10 maj 2010 på Annemanna stuteri i Ekerö i Stockholms län, är en svensk varmblodig travhäst. Under sin tävlingskarriär tränades han av Lutfi Kolgjini (2012–2018) och av Adrian Kolgjini (2018–2019).
Dante Boko tävlade åren 2012–2019. Han sprang in 8,8 miljoner kronor på 103 starter varav 27 segrar, 7 andraplatser och 9 tredjeplatser. Han tog karriärens största segrar i Habibs Minneslopp (2014), Prix de Montier en Der (2015), Prix Emile Beziere (2015), Sweden Cup (2016), Lyon Grand Prix (2016), Årjängs Stora Sprinterlopp (2017) och C.L. Müllers Memorial (2017).
Han är den vinstrikaste avkomman till Going Kronos. Han är även tränare Adrian Kolgjinis genom tiderna vinstrikaste häst.

## Karriär

### Tidig karriär
Dante Boko debuterade i tävlingssammanhang den 30 oktober 2012 i ett tvååringslopp på Jägersro, där han kördes av sin tränare Lutfi Kolgjini och slutade på femteplats efter att ha galopperat under loppets gång. Han tog karriärens första seger i den tredje starten den 18 mars 2013 i ett treåringslopp på Halmstadtravet.
Han tog sin första V75-seger i ett Klass II-försökslopp den 1 mars 2014 på Kalmartravet, då han vann med ett par längder från ledningen. Senare under säsongen deltog han den 26 augusti i ett uttagningslopp till finalen av Svenskt Travderby på hemmabanan Jägersro. Han slutade på fjärdeplats i uttagningsloppet och kvalificerade sig därmed inte bland de två främsta som tog sig vidare till finalen.
Under säsongen 2016 tog Dante Boko, körd av Adrian Kolgjini, sin dittills största seger när han vann finalen av Sweden Cup den 28 maj under Elitloppshelgen på Solvalla. I augusti 2016 vann han Lyon Grand Prix på Åbytravet från ledningen.

### Säsongen 2017
Säsongen 2017 satte Dante Boko, i säsongens fjärde start den 6 maj i ett försökslopp av Gulddivisionen på Örebrotravet, nytt absolut banrekord på banan när han segrade på tiden 1.10,0 över 1609 aak. Han kördes av Adrian Kolgjini. Rekordet tangerades den 5 maj 2018 av Volstead och Stefan Melander.
Den 28 maj 2017 deltog han i 2017 års upplaga av Elitloppet på Solvalla. Han kördes av Adrian Kolgjini, som i samband med detta körde sitt första Elitlopp. Ekipaget slutade på femteplats bakom Nuncio i det andra försöksloppet, och kvalificerade sig därmed inte bland de fyra som gick vidare till finalen. Senare under säsongen, den 15 juli, vann ekipaget Årjängs Stora Sprinterlopp på Årjängstravet. Segertiden skrevs till 1.09,6 över 1640 meter med autostart, vilket var en tangering av Sebastian K.s rekord i 2013 års upplaga av loppet. Den 25 juli 2017 deltog han i Hugo Åbergs Memorial, men slutade oplacerad bakom vinnaren Propulsion. Han hade deltagit i loppet även 2016, då slutade han på fjärdeplats. Den 9 september 2017 deltog han i finalen av UET Trotting Masters, som gick av stapeln på Vincennesbanan i Frankrike. Han slutade på tiondeplats.
Efter ett tävlingsuppehåll på drygt en månad gjorde han comeback den 14 oktober 2017 då han deltog i Svenskt Mästerskap på Åbytravet, där han kom på sjätteplats. Den 28 oktober segrade han från ledningen i C.L. Müllers Memorial. Han kom därefter trea i Gulddivisionens final den 25 november på Solvalla. Han segrade i ett försökslopp av Gulddivisionen den 2 december på Jägersro. Den 30 december segrade han i ytterligare ett försökslopp av Gulddivisionen (Spring Eroms Lopp), då med Lutfi Kolgjini i sulkyn.

### Säsongen 2018
Dante Boko startade i Prix du Luxembourg den 27 januari 2018 under det franska vintermeetinget, men blev där oplacerad som åtta i mål. Efter ett tävlingsuppehåll på ungefär tre månader gjorde han comeback den 14 april 2018 på Jägersro. Detta i ett Guldivisionsförsök och uttagningslopp till Olympiatravet. Han slutade tvåa i loppet bakom vinnaren Day or Night In. Han kom därefter på femteplats i H.K.H. Prins Daniels Lopp den 19 maj. Under det så kallade Midnattstravet den 16 juni på Bodentravet startade han i storloppet Norrbottens Stora Pris, och slutade där på sjätteplats. Den 14 juli 2018 startade han som titelförsvarare i Årjängs Stora Sprinterlopp, körd av Adrian Kolgjini som var tillbaka efter en längre tids avstängning. Resultatet blev en tredjeplats i loppet. Därefter kom han på fjärdeplats i Hugo Åbergs Memorial i slutet av juli. Årets första seger kom den 1 september i Birger Bengtssons Minne under Derbyhelgen 2018 på Jägersro då han segrade närmast före Cyber Lane. I de två starterna därefter slutade han oplacerad i ett försökslopp av Gulddivisionen den 22 september samt på sjundeplats i Gulddivisionens final den 30 september.
Sedan den 1 oktober 2018 tränas Dante Boko av Adrian Kolgjini. Detta efter att Lutfi Kolgjini valt att överlåta flera av stallets stjärnhästar till sonen Adrians nystartade tränarrörelse. Första starten i Adrians regi gjordes i Svenskt Mästerskap den 13 oktober, där han slutade sjua.

### Säsongen 2019
Dante Boko inledde 2019 med att segra i Gulddivisionen den 12 januari på hemmabanan Jägersro. Detta var även tränare Adrian Kolgjinis första tränarseger för året. Segern blev särskilt känslosam eftersom detta var den sista starten Dante Boko gjorde för sin skötare Linda Sundberg som slutade hos stallet.
Han gjorde karriärens 100:e start den 23 juni 2019 i Kalmarsundspokalen. Han slutade oplacerad i loppet.
Dante Boko gjorde sin 103:e och sista start den 1 september 2019, i montéloppet Derbymontén på hemmabanan Jägersro. Tränare Adrian Kolgjini sa efter loppet att han till största sannolikhet tävlat klart, och bekräftade det sedan på Twitter.